# Eirene brevistylis
Eirene brevistylis är en nässeldjursart som beskrevs av Huang och Xu 1994. Eirene brevistylis ingår i släktet Eirene och familjen Eirenidae. Inga underarter finns listade i Catalogue of Life.